# Янев, Йордан
Йордан Янев (болг. Йордан Янев; род. 29 июля 1954, Благоевград) — болгарский легкоатлет, выступавший в прыжках в длину. Участник летних Олимпийских игр 1980 года.

## Биография
Йордан Янев родился 29 июля 1954 года в болгарском городе Благоевград.
Выступал в легкоатлетических соревнованиях за благоевградский «Пирин», пловдивскую «Тракию» и софийский ЦСКА.
В 1980 году вошёл в состав сборной Болгарии на летних Олимпийских играх в Москве. В прыжках в длину занял 8-е место, показав результат 8,02 метра и уступив 52 сантиметра завоевавшему золото Луцу Домбровски из ГДР.
В 1983 году занял 8-е место на чемпионате Европы в помещении в Будапеште (7,71).

## Личный рекорд
- Прыжки в длину — 8,02 (28 июля 1980, Москва)[2]